# Märjelenmeer
Het Märjelenmeer, tegenwoordig correcter de Märjelenmeren, (Duits: Märjelensee(n)) zijn een merensysteem in het Zwitserse kanton Wallis aan de oostelijke rand van de Aletschgletsjer in de Berner Alpen vanaf een hoogte van 2.301 m boven de zeespiegel. De verschillende kleine meren liggen in een depressie tussen de Eggishorn (2927 m boven zeeniveau) en de Strahlhorn (3026,5 m boven zeeniveau).
In de 19e eeuw, aan de oostelijke zijkant van de Aletschgletsjer, kon een deel smeltwater via de  Märjelenbach afvloeien naar het oosten en werd oostwaarts in een kom de voormalige Märjelensee op natuurlijke wijze gevoed tot een gletsjerrandmeer. Het meer, of de ijsvlakte, was tot 1,6 kilometer lang en 500 meter breed. Tegenwoordig wordt bij vorming van een meer langs de gletsjer (amper 100 meter lang en ongeveer 60 meter lager), dat zich soms nog direct aan de rand van het ijs vormt, dit de "Hintersee" genoemd.
In vroegere tijden veroorzaakten de uitbarstingen van het toen grote meer als gevolg van een plotselinge uitstroom van het afgedamde water door spleten herhaaldelijk ernstige schade aan overstromingen onder de Aletschgletsjer in het dal van de Massa.
Gletsjerrapporten noteerden wateroverlast en overstromingen in augustus 1813, juli 1820, juli 1822, juli 1828, herfst 1840, augustus 1848, 1858, 1859, juli 1864, 1871, 1872, 1873, 1874, 1875, 1876, 19 juli 1878, 9/10 juni 1882, januari 1883, augustus 1884, 4 september 1887, 24 juni 1889, 25 juli 1890, 1892, 1894 en 24 september 1895.
Naast deze uitbarstingen waren er in de 19e eeuw ook schadelijke overstromingen in het Weisswasser in het Fieschertal. Om beide te kanaliseren, werd in 1828 en 1829 een klein, daarna een groter kanaal aangelegd in de richting van het Fieschertal. In de zomer van 1895 werd zelfs een 500 meter lange ontlastingstunnel gebouwd om de maximale congestie te beperken. Door het terugtrekken van gletsjers in de 20e eeuw werd deze reliëftunnel in 1896 evenwel slechts één keer gebruikt.
Sinds 1901 droogt de Märjelensee, die nu veel kleiner is, bijna elk jaar op. En sinds ook de Stausee Gibidum op de Massa stroomafwaarts van de Aletschgletsjer is gebouwd, kunnen de overstromingen van de Massa de vallei van de Rhône niet meer onder water zetten.
Wateroverlast werd waterschaarste. In de jaren 1980 werd in het voormalige merengebied een stuwmeer, de Vordersee, afgedamd en werd hier een watervoorraad ingepompt om de gemeente Bettmeralp van water te voorzien.
Het Märjelenmeer, of de Märjelenmeren, met de omliggende bergen is sinds 2001 als deel van het natuurerfgoed Jungfrau-Aletsch erkend als Unesco werelderfgoed.